# 马雷克·巴约尔
马雷克·巴约尔（波蘭語：Marek Bajor，1970年1月10日—），波兰男子足球运动员，司职后卫。他曾代表波兰国奥队参加1992年夏季奥林匹克运动会足球比赛，获得一枚银牌。